# Horní Lhota (Morávia-Silésia)
Horní Lhota é uma comuna checa localizada na região de Morávia-Silésia, distrito de Ostrava.